# Jørgen Alexander Knudtzon
Jørgen Alexander Knudtzon, né le 9 septembre 1854 à Trondheim (Norvège) et mort le 7 janvier 1917 à Oslo, est un linguiste norvégien, professeur de langues sémitiques à l'université d'Oslo à partir de 1907.

## Biographie
Jørgen Alexander Knudtzon est le fils d'un diplomate, Hans Nicolay Knudtzon (1814-1889). Il a étudié l'akkadien, l'hébreu et l'arabe à Oslo (alors Christiania). Il a étudié ensuite pendant deux ans l'assyriologie et la théologie en Allemagne. Il obtient son doctorat en 1889 à Oslo avec une thèse sur le parfait et le prétérit en hébreu.
En 1894, il devient membre de la Société royale norvégienne des sciences et lettres (Det Kongelige Norske Videnskabers Selskab).
Il est principalement connu pour ses publications sur les tablettes cunéiformes trouvées à Amarna en Égypte. Dès 1902, avant le déchiffrement du hittite réalisé par Bedřich Hrozný, il reconnaît dans le hittite une langue-indo-européenne.

## Publications
- Assyrische Gebete an den Sonnengott für Staat und königliches Haus aus der Zeit Assahaddons und Asurbanipals, Leipzig, Eduard Pfeiffer, 1893 (en ligne).
- Die zwei Arzawa-Briefe: Die ältesten Urkunden in Indogermanischer Sprache, Leipzig, J. C. Hinrichs, 1902 (en ligne).
- Die El-Amarna Tafeln, 2 vol., Leipzig, J. C. Hinrichs, 1907 et 1915 (en ligne).